# Musculus orbicularis oculi
De musculus orbicularis oculi of oogkringspier is een kringspier om het oog. De spiervezels zijn cirkelvormig gerangschikt. De voornaamste functie van de spier is het sluiten van de oogleden. De bovenooglidheffer is de directe antagonist van deze spier die het bovenste ooglid optilt en de voorkant van de oogbollen zichtbaar maakt. De spier wordt geïnnerveerd door de motorische vezels van de aangezichtszenuw. De spier is betrokken bij de oogknipreflex.

## Anatomie
De musculus orbicularis oculi bestaat uit drie delen:
- pars orbitalis[6] of oogkasgedeelte[2]: het meest aan de buitenkant gelegen deel dat vastzit aan de rand van de oogkas (bovenkaakbeen en voorhoofdsbeen) en aan het ligamentum palpebrale mediale. Het is dik en roodachtig van kleur. De spiervezels vormen een complete ononderbroken ellips. De vezels waaieren uit in de onderhuid van voorhoofd, slaap en wang. De bovenste vezels gaan over in de musculus corrugator supercilii en musculus depressor supercilii. Deze spieren kunnen daarom ook als delen van de pars orbitalis van de musculus orbicularis oculi worden beschouwd.
- pars palpebralis[6] of ooglidgedeelte;[2] dit bevindt zich in de oogleden zelf. Het is dun en bleek. Het ontspringt op de splitsing van het ligamentum palpebrale mediale, vormt een reeks van concentrische bochten en mondt uit in de rhaphe palpebralis lateralis.
- pars lacrimalis[9]  of traangedeelte;[2] dit zit vast achter de traanzak. Het wordt ook wel de musculus tensor tarsi genoemd. Dit is een kleine dunne spier van ongeveer zes millimeter breed en twaalf millimeter lang, die achter de traanzak en het ligamentum palpebrale mediale ligt. Hij splitst zich in een bovendeel en een onderdeel, die uitmonden in de tarsus superior en tarsus inferior. Dit zijn twee bindweefselplaten die de oogleden versterken.

## Functie
Bij het normale knipperen van de oogleden is de pars palpebralis actief.
De pars orbitalis contraheert wanneer men de ogen wil beschermen tegen hevig licht of bijvoorbeeld tegen rondwaaiend stof. De pars lacrimalis trekt de traanzak open zodat deze zich met tranen kan vullen. Als de gehele spier actief is, beweegt de huid van het voorhoofd, slaap en wang zich naar de oogkassen toe, waarbij de oogleden stevig worden gesloten. De huid naast de ooghoeken krijgt dan een typisch geplooid uiterlijk, dat op latere leeftijd permanent zichtbaar is en bekendstaat als kraaienpootjes.
De Franse neuroloog Gauillaume Duchenne de Bologne beschreef al in 1862 dat de musculus orbicularis oculi betrokken is bij glimlachen naast de musculus zygomaticus major. Bij glimlachen produceert de musculus orbicularis ocili de kenmerkende rimpels rondom de ooghoeken. Duchenne merkte op dat de musculus zygomaticus major wel onder invloed staat van de wil en dus op bevel, zonder dat er een corresponderend gevoel van blijdschap aan voorafgaat, aangespannen kan worden, maar dat de musculus orbicularis oculi zich alleen kan aanspannen bij oprechte blijdschap of oprecht (glim)lachen. Later onderzoek bevestigde dat van de drie onderdelen van de musculus orbicularis oculi, de pars palpebralis maar door 10% van de populatie op bevel aangespannen kan worden, terwijl de pars nasalis wel onder invloed van de willekeurige motoriek staat. Deze echte lach, ter onderscheiding van een neplach, draagt ook de naam van Duchenne.